# 碗脱

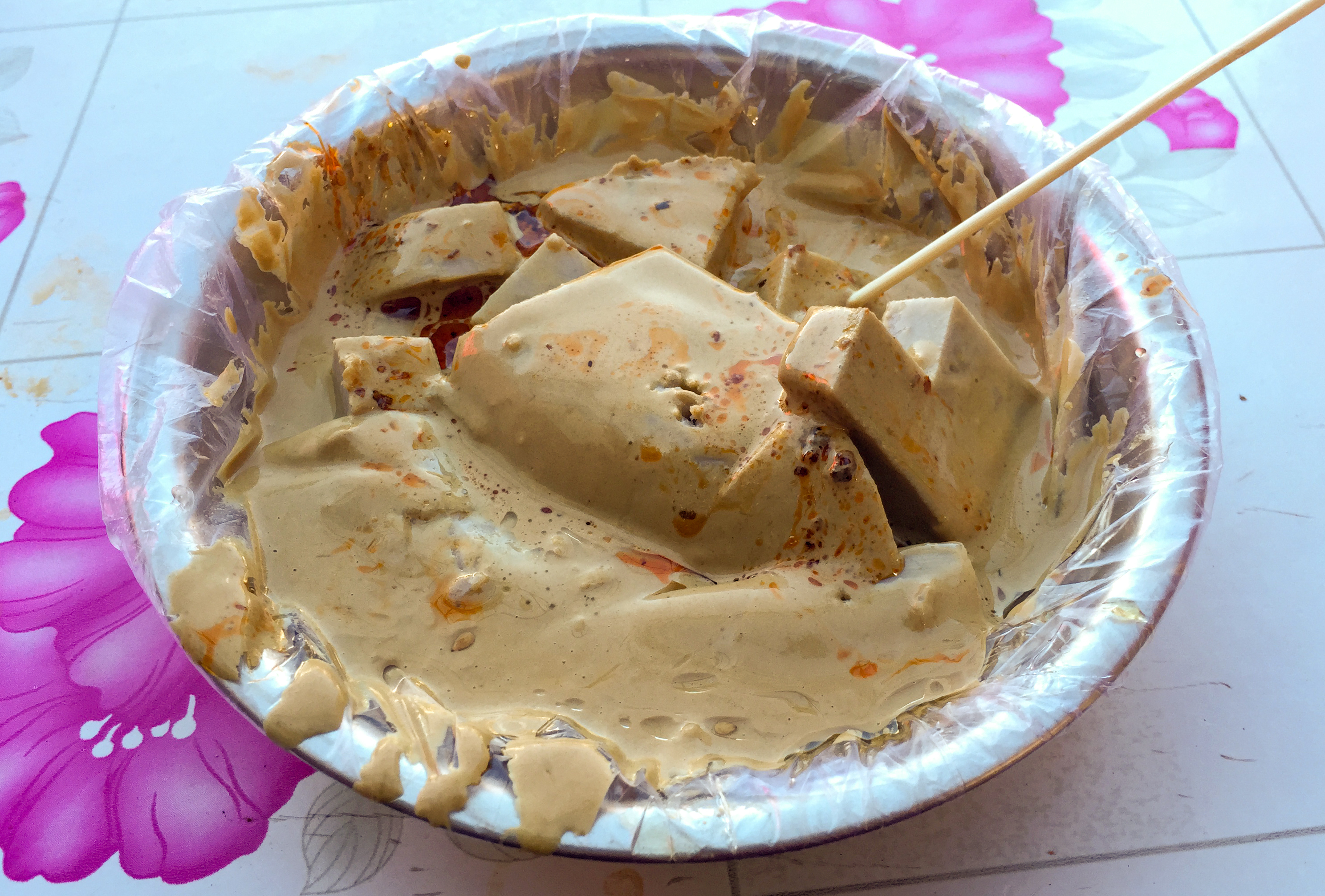
配以芝麻酱和辣椒油的蓟州碗坨

碗脱，又称碗托、碗团、碗坨，是山西省中部、陕西省北部、河北省西南部及北部、天津市蓟州区等地一带常见的一种小吃，在山西的平遥、吕梁、陕北等地叫碗脱，亦称為「灌肠」。以柳林县沟门前为代表的“柳林碗团制作技艺”2009年成为山西省第二批省级非物质文化遗产。
以荞面为主料，形状似烧饼，而中间稍厚，四周略薄。
碗脱冷食时辅以佐料，以蒜、醋为主，以及盐、辣酱，再滴几滴香油（蓟州碗坨则以芝麻酱作料），食之凉爽、利口、香辣适中。热食应切块，以猪油烹炒，佐以蒜、醋，食之清香可口。

## 制作方法
- 原料：精细荞面、精盐。
- 工艺：用水和面时由硬到软、由稠到稀，用手渐渐掌出其精，然后将稀面汤摊入碟中，上笼猛火蒸熟，晾凉即成。